# Niebra
Der Ortsteil Niebra bildet zusammen mit Wüstfalke, Großfalka, Kleinfalke und Otticha die Geraer Ortschaft Falka mit insgesamt 416 Einwohnern (Stand 31. Dezember 2011).

## Geographie
Niebra ist im südöstlichsten Zipfel der Stadt Gera an der Grenze zum Landkreis Greiz gelegen.

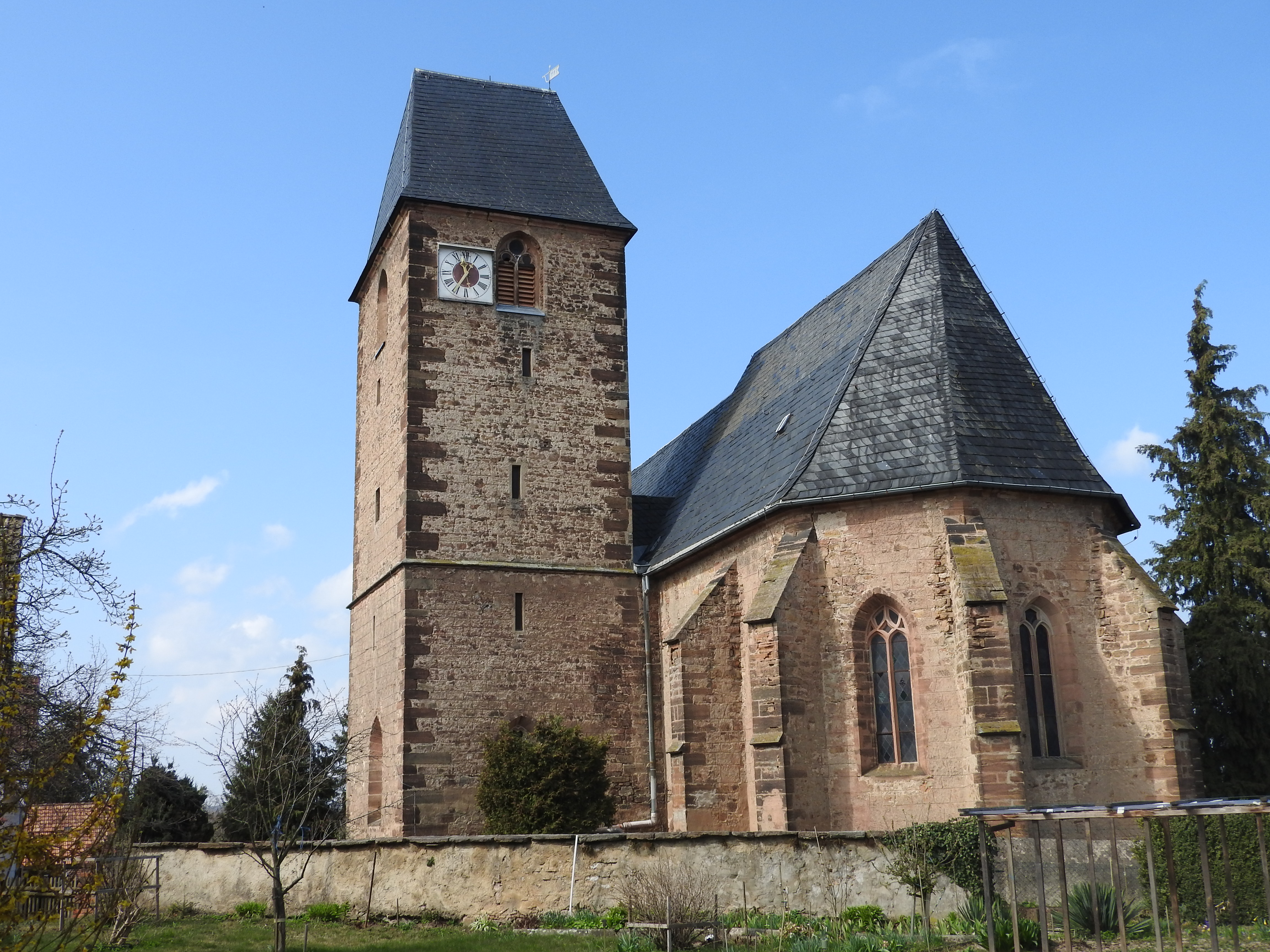
Gotische Wehrkirche

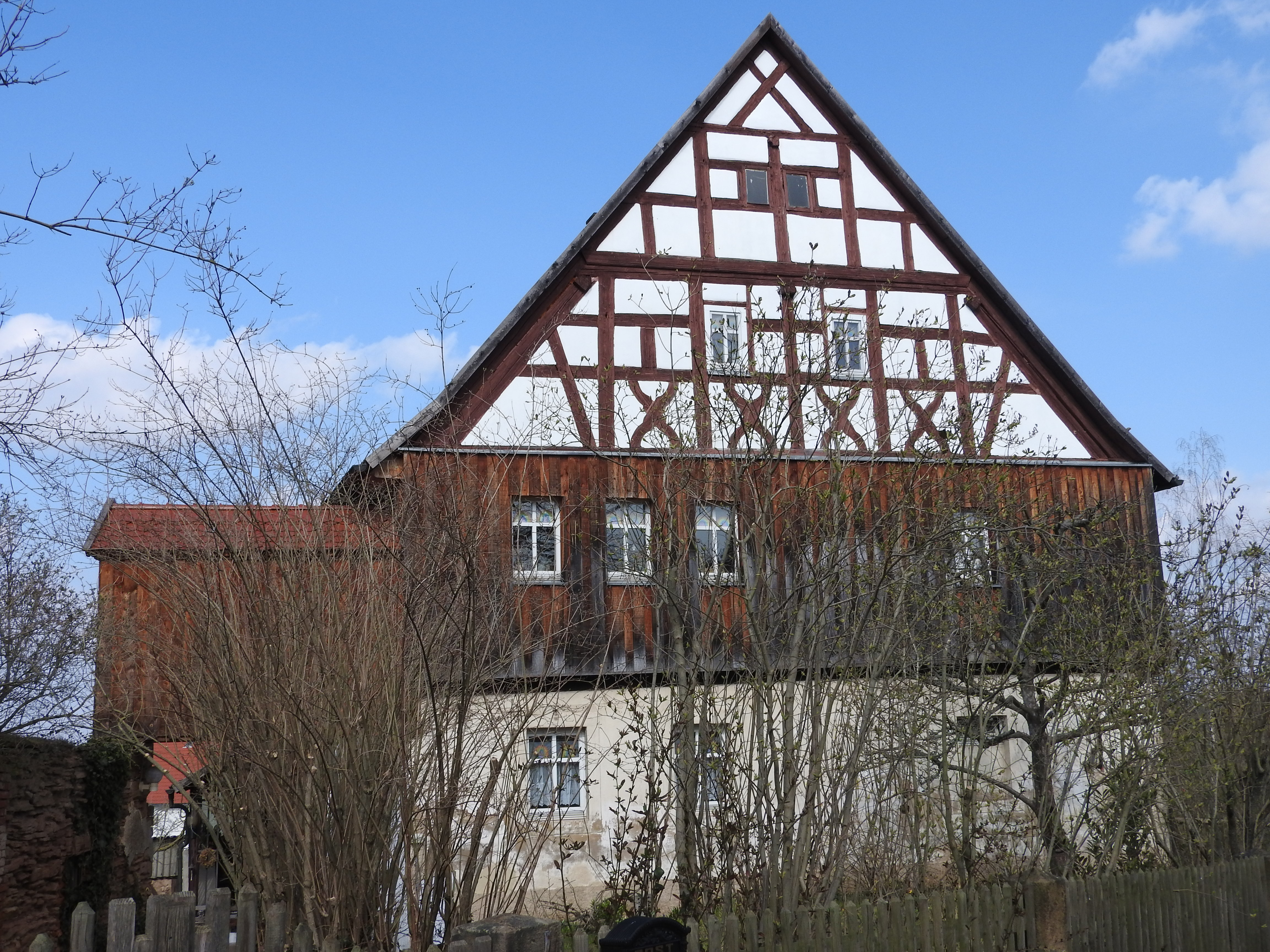
Altes Gehöft mit Schrotholzanbau

## Geschichte
Der Ort sorbischen Ursprungs wurde 1209 bezugnehmend auf einen Ritter Albert von Niebern in einem Geleitsbrief erstmals urkundlich erwähnt. Zum Königreich Sachsen gehörig (Ziegenhierdsches Ländchen) kommt die Enklave 1928 zum damaligen Landkreis Gera.

## Sehenswürdigkeiten
An der Wehrkirche vom Anfang des 15. Jahrhunderts ist vor allem der walmbedachte Turm interessant, der über die Jahrhunderte keine nennenswerten Veränderungen erfahren hat. In ihrem Inneren beherbergt sie einen wertvollen Marienaltar.

## Politik
Niebra, Großfalka, Kleinfalke mit dem dazugehörenden Wüstfalke und Otticha bildeten seit dem 1. Juli 1950 die neue Gemeinde Falka, die am 1. April 1994 in die Stadt Gera eingemeindet wurde. Seitdem bilden die Orte den Ortsteil Falka der Stadt Gera mit eigener Ortschaftsverfassung und Ortsteilrat (bis II/2009 Ortschaftsrat). Ortsteilbürgermeister ist Herbert Dietrich (parteilos).

## Entwicklung der Einwohnerzahl
| Jahr      | 1933 | 1939 | 2009 |
| Einwohner | 57   | 53   | 65   |

## Verkehr
- ÖPNV-Verbindung besteht mit der GVB-Linie 18 bzw. RVG-Linie 219.
- Nächstgelegener Bahnhaltepunkt ist Gera-Zwötzen an der Bahnstrecke Leipzig–Probstzella und der Bahnstrecke Gera Süd–Weischlitz.

## Bildung
Die nächstgelegene Kindereinrichtung ist
- Kindergarten Kleinfalke im zum Ortsteil gehörenden Kleinfalke.

Zuständige Grundschulen sind seit dem Schuljahr 2009/10 in Schulgebäudeunion in Zwötzen die
- Grundschule 9 Zwötzener Schule und
- Montessori-Grundschule Waldschule Liebschwitz.

Die nächstgelegene Regelschule ist die
- Staatliche Regelschule 4 in Lusan.